# كيث بوين
كيث بوين (بالإنجليزية: Keith Bowen)‏ (26 فبراير 1958 نورثامبتون المملكة المتحدة - ) هو لاعب كرة قدم بريطاني يلعب كمهاجم.